# Свинец
| 82             | Свинец |
| Pb207,2        |        |
| 4f145d106s26p2 |        |

Свине́ц (лат. Plumbum; обозначается символом Pb) — элемент 14-й группы (по устаревшей классификации — главной подгруппы IV группы), шестого периода периодической системы химических элементов Д. И. Менделеева, с атомным номером 82 и, таким образом, содержит магическое число протонов. Простое вещество свинец — ковкий, очень пластичный и мягкий, сравнительно легкоплавкий тяжёлый металл серебристо-белого цвета с синеватым отливом. Плотность свинца — 11,35 г/см³. Свинец и его соединения токсичны, при этом органические соединения свинца более опасны, чем неорганические. Известен с глубокой древности.

## Исторические сведения
Свинец используется многие тысячелетия, поскольку он широко распространён, легко добывается и обрабатывается. Он очень ковкий и легко плавится. Выплавка свинца была первым из известных человеку металлургических процессов. Бусины из свинца, датируемые 6400 годами до н. э., были найдены в культуре Чатал-Хююк:8. Самым древним предметом, сделанным из свинца, часто считается:8 статуэтка стоящей женщины в длинной юбке времён первой династии Египта, датируемая 3100—2900 годами до н. э., хранящаяся в Британском музее (инвентарный номер EA 32138). Она была найдена в храме Осириса в Абидосе и привезена из Египта в 1899 году. В Древнем Египте использовались медальоны из свинца. В раннем бронзовом веке свинец использовался наряду с сурьмой и мышьяком. Указание на свинец как на определённый металл имеется в Ветхом Завете (Зах. 5:7).

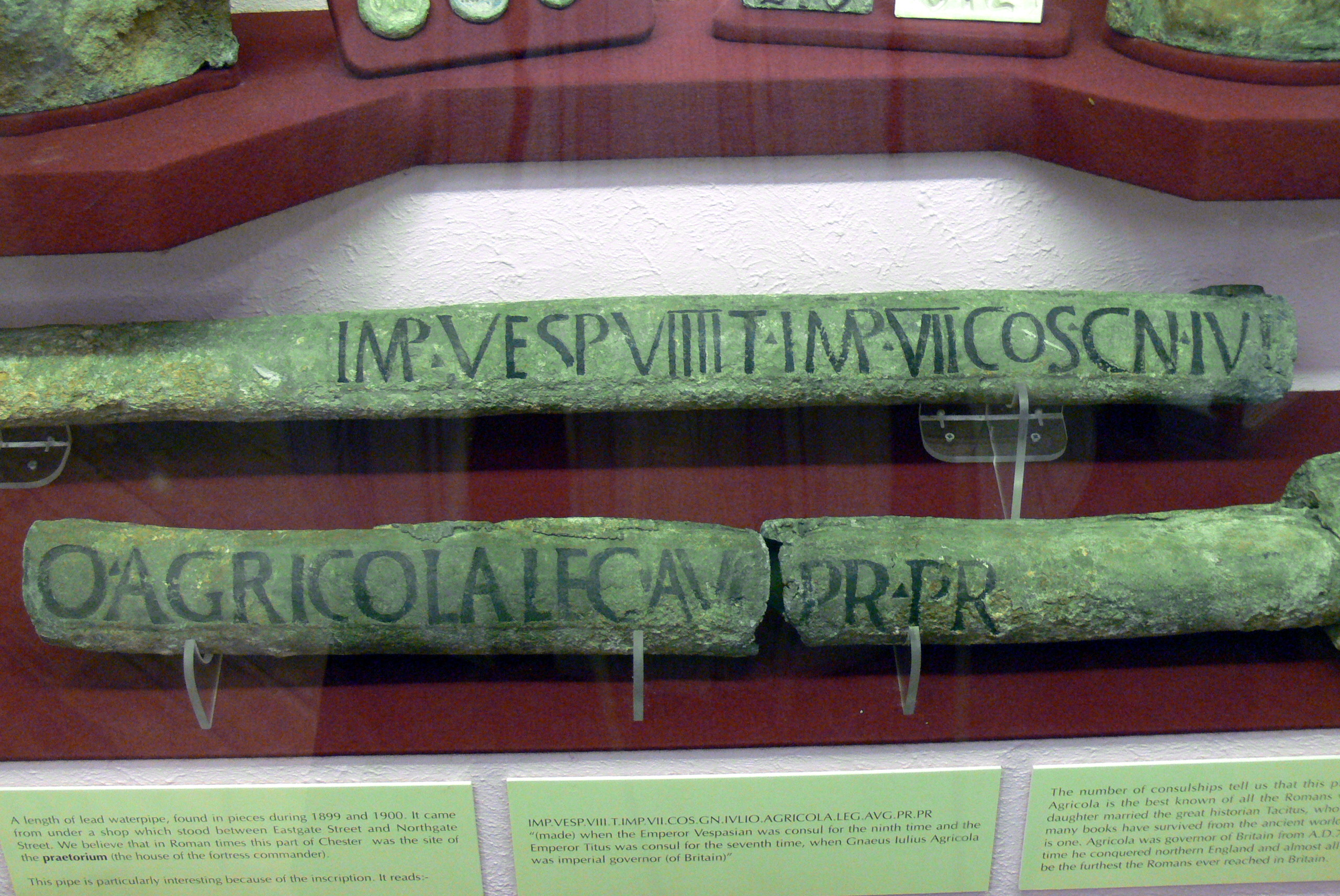
Свинцовые трубы древнеримского водопровода с надписями

Самым крупным производителем свинца доиндустриальной эпохи был Древний Рим, с годовым производством до 80 000 тонн. Добыча свинца римлянами происходила в Центральной Европе, римской Британии, на Балканах, в Греции, Малой Азии и Испании. Римляне широко применяли свинец в производстве труб для водопроводов, на свинцовые трубы часто наносились надписи с именами римских императоров. Однако ещё Плиний и Витрувий считали применение свинца для производства труб вредным для общественного здоровья.

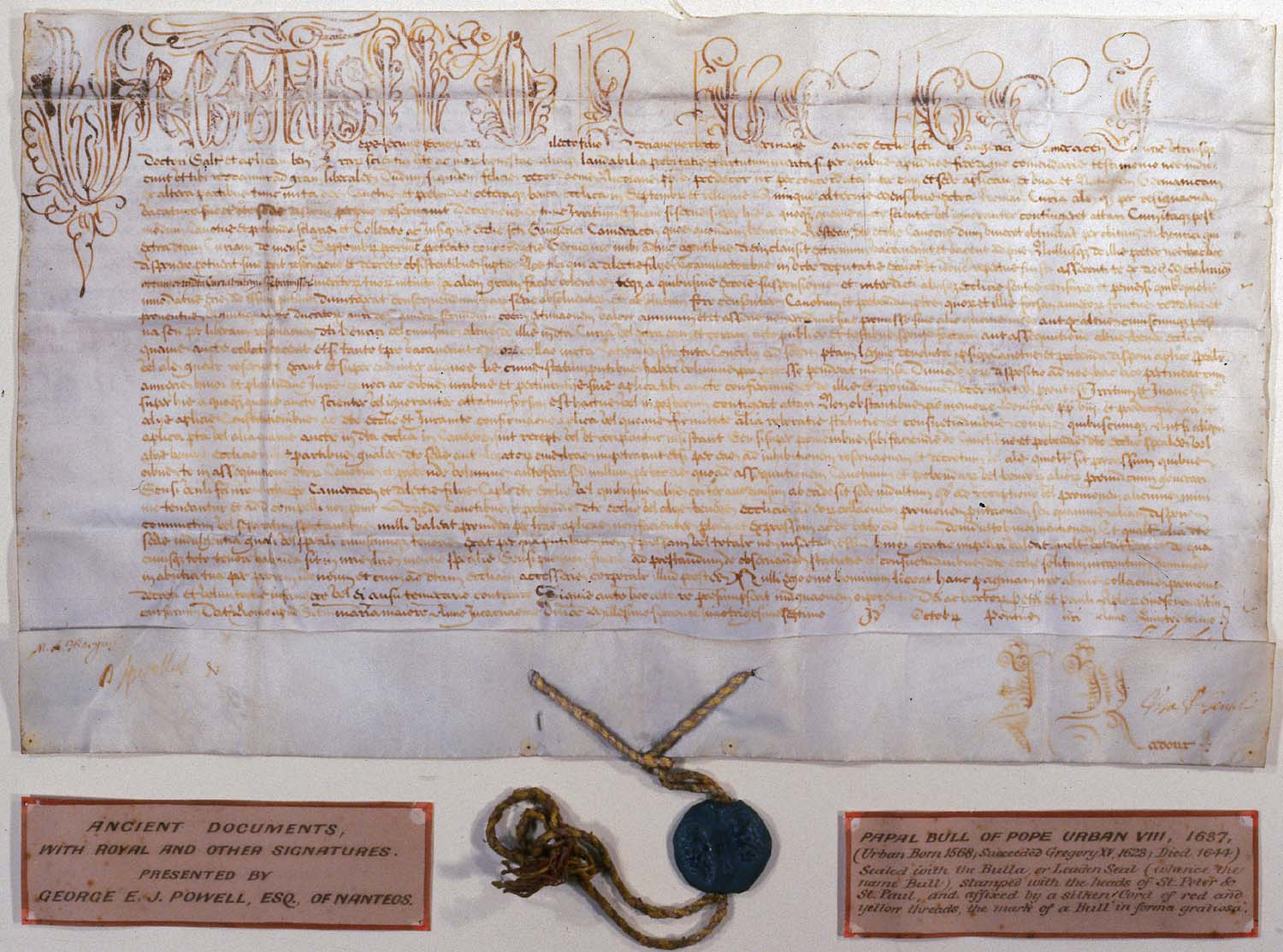
Папская булла 1637 года со свинцовой печатью

После падения Римской империи в V веке н. э. использование свинца в Европе упало и оставалось на низком уровне на протяжении примерно 600 лет. Затем свинец начали добывать в восточной Германии.
Свинцовый сахар ещё с римских времён добавляли в вино для улучшения его вкусовых качеств, это стало широко применяться и продолжалось даже после запрета папской буллой в 1498 году. Такое использование свинца в средние века приводило к эпидемиям свинцовой колики.
В Древней Руси свинец использовали для покрытия крыш церквей, а также широко применяли в качестве материала навесных печатей к грамотам:119-120:16,28. Позднее, в 1633 году, в Кремле был сооружён водопровод со свинцовыми трубами, вода по которому поступала из Водовзводной башни, он просуществовал до 1737 года:101.
В алхимии свинец ассоциировался с планетой Сатурн и обозначался её символом ♄. В древности олово, свинец и сурьму часто не отличали друг от друга, считая их разными видами одного и того же металла, хотя ещё Плиний Старший различал олово и свинец, называя олово «plumbum album» (белый плюмбум), а свинец — «plumbum nigrum» (чёрный плюмбум):8-9.
Индустриальная революция привела к новому росту потребности в свинце. К началу 1840-х годов годовое производство очищенного свинца впервые превысило 100 000 тонн и выросло до более чем 250 000 тонн в течение последующих 20 лет. До последних десятилетий XIX века добыча свинца в основном проводилась тремя странами: Британией, Германией и Испанией. К началу XX века добыча свинца в странах Европы стала меньше, чем в других странах, благодаря увеличению добычи в США, Канаде, Мексике и Австралии.
До 1990 года большое количество свинца использовалось (вместе с сурьмой и оловом) в типографских сплавах для отливки типографских шрифтов, а также в производстве тетраэтилсвинца, применяемого для повышения октанового числа моторного топлива.

## Этимология
Происхождение слова «свинец» неясно. Этот металл по-болгарски называется «оло́во», в большинстве других славянских языков (сербско-хорватском, чешском, польском) свинец называется словом, близким по звучанию к «олово»: волава, olovo, ołów и т. п. Слово с тем же значением, но похожее по произношению на «свинец», встречается в языках балтийской группы: švinas (литовский), svins (латышский), а также в нескольких славянских — русском, украинском (свинець), белорусском (свінец) и словенском (svinec).
Латинское plumbum дало английское слово plumber — водопроводчик (в Древнем Риме трубы водопровода были именно из этого металла, как наиболее подходящего для ковки полос и пайки), и название венецианской тюрьмы со свинцовой крышей — Пьомби, из которой, по некоторым данным, ухитрился бежать Казанова.

## Нахождение в природе
Содержание свинца в земной коре — 1,6·10−3 % по массе. Самородный свинец встречается редко, виды горных пород, в которых он присутствует, достаточно широк: от осадочных пород до ультраосновных интрузивных пород. В этих образованиях он часто образует интерметаллические соединения (например, звягинцевит (Pd,Pt)3(Pb,Sn) и др.) и сплавы с другими элементами (например, (Pb + Sn + Sb)).
Свинец входит в состав 80 различных минералов. Важнейшие из них: галенит PbS, церуссит PbCO3, англезит PbSO4 (сульфат свинца); из минералов более сложного состава — тиллит PbSnS2 и бетехтинит Pb2(Cu,Fe)21S15, а также сульфосоли свинца — джемсонит FePb4Sn6S14, буланжерит Pb5Sb4S11.

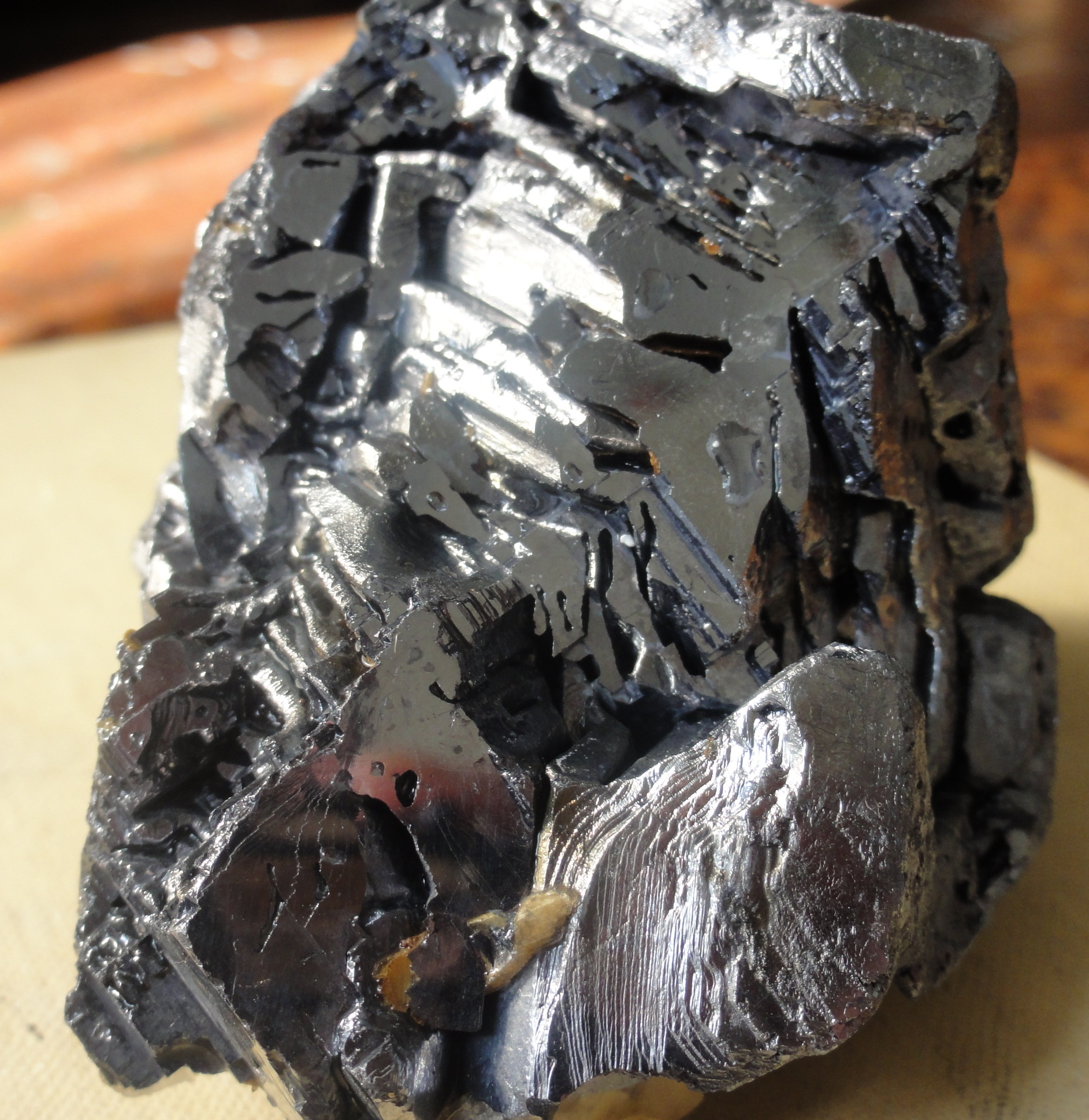
Галенит, Дальнегорское скарновое месторождение

Свинец всегда присутствует в минералах, содержащих уран и торий, имея часто радиогенную природу. Часто образует крупные залежи свинцово-цинковых или полиметаллических руд стратиформного типа (Холоднинское, Забайкалье), а также скарнового (Дальнегорское (бывшее Тетюхинское), Приморье; Брокен-Хилл в Австралии) типа; галенит часто встречается и в месторождениях других металлов: колчеданно-полиметаллических (Южный и Средний Урал), медно-никелевых (Норильск), урановых (Казахстан), золоторудных и др. Сульфосоли обычно встречаются в низкотемпературных гидротермальных месторождениях с сурьмой, мышьяком, а также в золоторудных месторождениях (Дарасун, Забайкалье). Минералы свинца сульфидного типа имеют гидротермальный генезис, минералы окисного типа часты в корах выветривания (зонах окисления) свинцово-цинковых месторождений. В кларковых концентрациях свинец входит практически во все породы. Единственное место на Земле, где в породах присутствует больше свинца по сравнению с ураном — Кохистанско-Ладакхская дуга на севере Пакистана.
В таблице приведены некоторые параметры распространённости свинца в природных условиях по А. П. Виноградову:
| Породы             | Каменные метеориты | Дуниты и др. | Базальты и др. | Диориты и др. | Граниты и др. | Глины и др. | Земная кора |
| ------------------ | ------------------ | ------------ | -------------- | ------------- | ------------- | ----------- | ----------- |
| Содержание, масс.% | 0000002×10−5       | 0001×10−5    | 0008×10−4      | 0001,5×10−3   | 0002×10−3     | 0002×10−3   | 1,6×10−3    |

| Объекты            | Живое вещество Земли | Литосфера | Почва0 | Растения (в золе) | Вода океанов (мг/л) |
| ------------------ | -------------------- | --------- | ------ | ----------------- | ------------------- |
| Содержание, масс.% | 000000005×10−5       | 000,0016  | 00,001 | 000000,001        | 0000000,00003       |

Обобщённые концентрации элементов в минералах приведены в таблице, в скобках — количества минералов, по которым рассчитаны средние содержания компонентов.
| Минерал        | Свинец (общ)  | Уран         | Торий        |
| -------------- | ------------- | ------------ | ------------ |
| 00Настуран     | 04,750 (308)  | 58,87 (242)  | 2,264 (108)  |
| 00Монацит      | 00,6134 (143) | 0,2619 (160) | 6,567 (150)  |
| 000Ортит       | 00,0907 (90)  | 0,1154 (88)  | 6,197 (88)   |
| 000Циркон      | 00,0293 (203) | 0,1012 (290) | 0,1471 (194) |
| Сфен (Титанит) | 00,0158 (12)  | 0,0511 (14)  | 0,0295 (21)  |

## Получение
Для получения свинца в основном используют руды, содержащие галенит. Сначала методом флотации получают концентрат, содержащий 40—70 процентов свинца. Затем возможно несколько способов переработки концентрата в веркблей (черновой свинец): прежде широко распространённый метод шахтной восстановительной плавки, разработанные в СССР метод кислородно-взвешенной циклонной электротермической плавки свинцово-цинковых продуктов (КИВЦЭТ-ЦС), метод плавки Ванюкова (плавка в жидкой ванне):37-38. Для плавки в шахтной (ватержакетной) печи предварительно производят агломерационный обжиг концентрата, а затем его загружают в шахтную печь, где происходит восстановление свинца из оксида.
Веркблей, содержащий более 90 процентов свинца, подвергается дальнейшей очистке. Сначала для удаления меди применяют зейгерование и последующую обработку серой:42. Затем щелочным рафинированием удаляют мышьяк и сурьму. Далее выделяют серебро и золото с помощью цинковой пены и отгоняют цинк:45. Обработкой кальцием и магнием удаляют висмут. В результате рафинирования содержание примесей падает до менее чем 0,2 %.

### Производство в мире
На 2018 год свинцовые руды добывались в 42 странах мира. Годовая добыча свинцовой руды (в пересчёте на концентрат) составляет около 5 млн тонн, она добывается главным образом как побочный продукт добычи цинковых и серебряных руд. Доказанные месторождения в мире содержат более 2 млрд тонн руды. В разрабатываемых месторождениях около 89 млн тонн, в т.ч. в Австралии (Квинсленд, Новый Южный Уэльс) — 34 млн тонн; в Китае (центральные и западные регионы) — 16 млн тонн; в России (Сибирь) — 8 млн тонн; в Перу (Серро-де-Паско и Яули) — 6 млн тонн; в Мексике (Сакатекас и Сан-Луис-Потоси) — 5 млн тонн. С 1960 по 2018 год в мире добыто 207,3 млн тонн первичного свинца. Годовая добыча первичного свинца в мире нарастала с 2000 года (ок. 2,7 млн тонн), она достигла пика в 2014 году (5,244 млн тонн), с тех пор она постепенно снижается до 4,6 млн тонн в 2018 году. Однако общее производство свинца нарастает (от 8,5 млн тонн в 2007 до 11,5 млн тонн в 2018) благодаря растущему использованию вторичного свинца.
Страны — крупнейшие производители свинца (включая вторичный свинец) на 2018 год (по данным ILZSG — International Lead and Zinc Study Group):
| Страна         | Количество в метрических килотоннах |
| -------------- | ----------------------------------- |
| Китай          | 4825                                |
| США            | 1160                                |
| Южная Корея    | 802                                 |
| Индия          | 624                                 |
| Мексика        | 344                                 |
| Германия       | 325                                 |
| Великобритания | 316                                 |
| Канада         | 249                                 |
| Япония         | 237                                 |
| Бразилия       | 195                                 |
| Испания        | 175                                 |
| Италия         | 173                                 |
| Австралия      | 168                                 |
| Польша         | 158                                 |
| Казахстан      | 153                                 |
| Россия         | 140                                 |
| Бельгия        | 137                                 |

Доля Китая в мировом производстве свинца на 2018 год составляла около 42%. Доля вторичного свинца в мировом производстве постепенно увеличивается от 55% в 2005 году до 63% в 2018 году, в том числе в Северной и Южной Америках 89%, в Европе 79%, в Азии 51%.

## Физические свойства
Свинец имеет довольно низкую теплопроводность, она составляет 35,1 Вт/(м·К), при температуре 0 °C. Металл мягкий, режется ножом, легко царапается ногтем. Его поверхность обычно покрыта более или менее толстой плёнкой оксидов, на срезе имеет металлический блеск, который на воздухе со временем тускнеет.
Температура плавления — 600,61 K (327,46 °C), кипит при 2022 K (1749 °C). Относится к группе тяжёлых металлов; его плотность — 11,3415 г/см3 (при +20 °C). С повышением температуры плотность свинца падает:
Предел прочности на растяжение — 12—13 МПа (МН/м2).
При температуре 7,26 К (-265.89 °C) переходит в сверхпроводящее состояние.

## Химические свойства
Электронная конфигурация: 5s25p65d106s26p2. Энергия ионизации (Pb → Pb+ + e−) равна 7,42 эВ. На внешней электронной оболочке находятся 4 неспаренных электрона (2 на p- и 2 на s-подуровнях), поэтому основные степени окисления атома свинца — +2 и +4.
- Соли двухвалентного свинца реагируют с щелочами, образуя почти нерастворимый гидроксид свинца:

{\displaystyle \mathrm {Pb^{2+}} +\mathrm {2OH^{-}} =\mathrm {Pb(OH)_{2}} }
- При избытке щёлочи гидроксид растворяется:

{\displaystyle \mathrm {Pb(OH)_{2}+2OH^{-}=[Pb(OH)_{4}]^{2-}} }
- Реагирует с щелочами и кислотами (разбавленной азотной и концентрированной соляной), в концентрированных кислотах пассивируется[источник не указан 761 день] :

{\displaystyle \mathrm {Pb+2NaOH+2{H_{2}}O=Na_{2}[Pb(OH)_{4}]+H_{2}\uparrow } }
{\displaystyle \mathrm {3Pb+8HNO_{3}=3Pb(NO_{3})_{2}+2NO\uparrow +4H_{2}O} }
{\displaystyle \mathrm {Pb+2HCl=PbCl_{2}+H_{2}\uparrow } }
Свинец образует комплексные соединения с координационным числом 4, например, {\displaystyle \mathrm {[Pb(OH)_{4}]^{2-}} }
Реакция диспропорционирования между PbO2 и Pb лежит в основе работы свинцовых аккумуляторов.
С разбавленными соляной и серной кислотами свинец практически не реагирует, но растворяется в концентрированной серной кислоте с образованием гидросульфата свинца(II). Также растворяется в азотной, а также в уксусной в присутствии растворённого кислорода. Вода на воздухе тоже постепенно разрушает свинец с образованием гидроксида свинца(II).

## Основные соединения свинца
Свинец в соединениях может находиться в степенях окисления +2 и +4, образуя ряды соединений Pb(II) и Pb(IV) соответственно. В обеих степенях окисления соединения свинца амфотерны и могут как быть в роли катионов Pb2+ и Pb4+, так и входить в состав анионов (плюмбита PbO2−
2 с Pb(II) и плюмбатов с Pb(IV): метаплюмбата PbO2−
3 и ортоплюмбата PbO4−
4), поэтому свинец может образовывать четыре типа солей.

### Галогениды свинца
Свинец образует галогениды в степени окисления +2 вида PbHal2 для всех галогенов. Известны также галогениды свинца(IV): PbF4 и PbCl4, тетрабромиды и тетраиодиды не получены.
- Фторид свинца(II)
- Хлорид свинца(II) — белый кристаллический порошок, растворим в горячей воде. Хорошо растворяется также в растворах других хлоридов, особенно в хлориде аммония NH4Cl.
- Бромид свинца(II)
- Иодид свинца(II)

### Халькогениды свинца
Халькогениды свинца — сульфид свинца PbS, селенид свинца(II) PbSe и теллурид свинца PbTe — представляют собой кристаллические вещества чёрного цвета, которые являются узкозонными полупроводниками. В ядерных реакторах со свинцово-висмутовым теплоносителем образуется полонийсвинец — интерметаллическое соединение, хотя иногда полоний относят к полуметаллам.

#### Оксиды свинца
Оксиды свинца имеют преимущественно основный или амфотерный характер. Многие из них окрашены в красные, жёлтые, чёрные, коричневые цвета. На поверхности свинцовой отливки могут наблюдаться цвета побежалости — явление интерференции света в тонкой плёнки оксидов свинца, образовавшаяся из-за окисления горячего металла на воздухе.
Свинец образует два простых оксида — оксид свинца(II) PbO и оксид свинца(IV) PbO2 — и один смешанный Pb3O4 (свинцовый сурик), фактически являющийся плюмбатом(IV) свинца(II) Pb2PbO4.

### Соли свинца
- Сульфат свинца(II) PbSO4
- Нитрат свинца(II) Pb(NO3)2
- Ацетат свинца(II) Pb(CH3COO)2 (свинцовый сахар).
- Хромат свинца(II) PbCrO4

## Изотопы
Весь свинец в основном является смесью стабильных изотопов 204Pb, 206Pb, 207Pb, 208Pb. Свинец — последний элемент по номеру в периодической таблице, у которого существуют стабильные изотопы, элементы после свинца стабильных изотопов не имеют. Следующий за свинцом висмут стабильных изотопов уже не имеет, хотя висмут-209 практически можно считать стабильным, так как его период полураспада примерно в миллиард раз больше возраста Вселенной.
Стабильные изотопы 206Pb, 207Pb, 208Pb являются радиогенными и образуются в результате радиоактивного распада соответственно 238U, 235U и 232Th.
Изотоп 208
82Pb126
 является одним из пяти существующих в природе дважды магических ядер.
Схемы радиоактивного распада имеют вид:
238U → 206Pb + 84He;
235U → 207Pb + 74He;
232Th → 208Pb + 64He.
Уравнения распада имеют вид соответственно:
{\displaystyle ^{206}{\mathsf {Pb}}=^{238}{\mathsf {U}}~(1-e^{-\lambda _{8}t}),}
{\displaystyle ^{207}{\mathsf {Pb}}=^{235}{\mathsf {U}}~(1-e^{-\lambda _{5}t}),}
{\displaystyle ^{208}{\mathsf {Pb}}=^{232}{\mathsf {Th}}~(1-e^{-\lambda _{2}t}),}
где 238U, 235U, 232Th — современные концентрации изотопов;
{\displaystyle \lambda _{8}=1{,}55125\cdot 10^{-10}} год−1;
{\displaystyle \lambda _{5}=9{,}8485\cdot 10^{-10}} год−1;
{\displaystyle \lambda _{2}=4{,}9475\cdot 10^{-11}} год−1 — постоянные распада атомов соответственно урана 238U, урана 235U и тория 232Th.
Кроме этих изотопов известны и нестабильные изотопы 194Pb — 203Pb, 205Pb, 209Pb — 214Pb. Из них наиболее долгоживущие — 202Pb и 205Pb (с периодами полураспада 52,5 тысяч и 17,3 млн лет). Короткоживущие изотопы свинца 210Pb (радий D), 211Pb (актиний B), 212Pb (торий B) и 214Pb (радий B) имеют периоды полураспада соответственно 22,2 года, 36,1 мин, 10,64 ч и 26,8 мин (в скобках приведены сейчас редко используемые исторические названия этих изотопов). Эти четыре радиоактивных изотопа входят в состав радиоактивных рядов урана и тория и, следовательно, также встречаются в природе, хотя и в крайне малых количествах.
Количество ядер изотопа 204Pb (нерадиогенного и нерадиоактивного) является стабильным, в минералах свинца концентрация 204Pb во многом зависит от концентрации радиогенных изотопов, образованных как в процессе распада радиоактивных ядер, так и в процессах вторичного преобразования содержащих свинец минералов. Поскольку число радиогенных ядер, образовавшихся в результате радиоактивного распада, зависит от времени, то и абсолютные, и относительные концентрации зависят от времени образования минерала. Этим свойством пользуются при определении возраста горных пород и минералов.

### Распространённость изотопов свинца
| Изотоп                     | 204Pb | 206Pb  | 207Pb | 208Pb |
| -------------------------- | ----- | ------ | ----- | ----- |
| Содержание в природе (в %) | 01,40 | 024,10 | 22,1  | 52,4  |

Свинец, состав которого приведён в таблице, отражает изотопный состав свинца преимущественно в галенитах, в которых урана и тория практически нет, и породах, преимущественно осадочных, в которых количество урана находится в кларковых пределах. В радиоактивных минералах этот состав существенно отличается и зависит от вида радиоактивного элемента, слагающего минерал. В урановых минералах, таких, как уранинит UO2, настуран UO2 (урановая смолка), урановые черни, в которых существенно преобладает уран, радиогенный изотоп 206Pbрад существенно преобладает над другими изотопами свинца, и его концентрации могут достигать 90 %. Например, в урановой смолке (Сан-Сильвер, Франция) концентрация 206Pb равна 92,9 %, в урановой смолке из Шинколобве (Киншаса) — 94,25 %. В ториевых минералах, например, в торите ThSiO4, существенно преобладает радиогенный изотоп 208Pbрад. Так, в монаците из Казахстана концентрация 208Pb равна 94,02 %, в монаците из пегматита Бекета (Зимбабве) — 88,8 %. Имеется комплекс минералов, например, монацит (Ce,La,Nd)[PO4], циркон ZrSiO4 и др., в которых в переменных соотношениях находятся уран и торий и соответственно в разных соотношениях присутствуют все или большинство изотопов свинца. В цирконах содержание нерадиогенного свинца крайне мало, что делает их удобным объектом для уран-торий-свинцового метода датирования (метод цирконометрии).

## Применение
Основное применение свинец в настоящее время находит в производстве свинцово-кислотных аккумуляторных батарей для автомобильной промышленности. Так, на 2018 год для этой цели направлялось 86% используемого металлического свинца в Китае, 84% в Европе и 87% в США (в целом в мире — 86%). Около 7% мирового производства используется в виде проката и литых изделий из металлического свинца. 5% — для производства соединений свинца (в основном оксидов и солей). 1% — для производства боеприпасов. На все остальные цели, частично перечисленные ниже, расходуется оставшийся 1%.
Поскольку свинец хорошо поглощает гамма- и рентгеновское излучение, он используется для радиационной защиты в рентгеновских установках, ядерных реакторах и других источниках ионизирующей электромагнитной радиации. Кроме того, свинец рассматривается в качестве теплоносителя в проектах перспективных ядерных реакторов на быстрых нейтронах. Свинец уже применялся в сплаве с висмутом в качестве эвтектического теплоносителя для реакторов РМ-1 на подводной лодке К-27, однако у такого теплоносителя, содержащего висмут, есть очень опасная особенность — образование значительных количеств полония-210 под воздействием сильного нейтронного излучения ядерного реактора, и далее к образованию интерметаллида полонийсвинец, что при аварии может привести к отравлению экипажа и к загрязнению окружающей среды радионуклидом, обладающим исключительно высокой радиотоксичностью.
Свинец издавна применялся для изготовления пуль (а до изобретения огнестрельного оружия — других метательных снарядов, например, для пращи) благодаря своей высокой плотности и, как следствие, большому импульсу и пробивной способности снаряда.
Значительное применение находят сплавы свинца. Пьютер (сплав олова со свинцом), содержащий 85—90 % Sn и 15—10 % Pb, формуется, недорог и используется в производстве домашней утвари. Припой, содержащий 63 % Sn и 37 % Pb, применяют в электротехнике. Сплавы свинца с сурьмой используют в производстве пуль и типографского шрифта, а сплавы свинца, сурьмы и олова — для фигурного литья и подшипников. Сплавы свинца с сурьмой обычно применяют для оболочек кабелей и пластин электрических аккумуляторов. Было время, когда на оболочки кабелей шла значительная часть производимого в мире свинца, благодаря хорошим влагозащитным свойствам таких изделий. Однако впоследствии свинец в существенной мере вытеснили из этой области алюминий и полимеры. Так, в странах Запада использование свинца на оболочки кабелей упало с 342 тысяч тонн в 1976 году до 51 тысячи тонн в 2002 году.

### Применение соединений свинца
- Нитрат свинца применяется для производства мощных смесевых взрывчатых веществ.
- Азид свинца применяется как наиболее широко употребляемый детонатор (инициирующее взрывчатое вещество).
- Перхлорат свинца используется для приготовления тяжёлой жидкости (плотность 2,6 г/см³), используемой во флотационном обогащении руд; также он иногда применяется в мощных смесевых взрывчатых веществах как окислитель.
- Фторид свинца(II) самостоятельно, а также совместно с фторидом висмута, меди, серебра применяется в качестве катодного материала в химических источниках тока.
- Висмутат свинца, сульфид свинца PbS, иодид свинца применяются в качестве катодного материала в литиевых аккумуляторных батареях.
- Хлорид свинца PbCl2 — в качестве катодного материала в резервных источниках тока.
- Теллурид свинца PbTe широко применяется в качестве термоэлектрического материала (термо-ЭДС 350 мкВ/К), самый широко применяемый материал в производстве термоэлектрогенераторов и термоэлектрических холодильников.
- Диоксид свинца PbO2 широко применяется не только в свинцовых аккумуляторах, также на его основе производятся многие резервные химические источники тока, например, свинцово-хлорный элемент, свинцово-плавиковый элемент и другие.
- Свинцовые белила, основной карбонат Pb(OH)2·PbCO3, плотный белый порошок, получается из свинца на воздухе под действием углекислого газа и уксусной кислоты. Использование свинцовых белил в качестве красящего пигмента теперь не так распространено, как ранее, из-за их разложения под действием сероводорода H2S. Свинцовые белила применяют также для производства шпатлёвки, в технологии цемента и свинцовокарбонатной бумаги.
- Арсенат и арсенит свинца применяют в технологии инсектицидов для уничтожения насекомых — вредителей сельского хозяйства (непарного шелкопряда и хлопкового долгоносика).
- Метаборат свинца(II) Pb(BO2)2·H2O, нерастворимый белый порошок, используют для сушки картин и лаков, а вместе с другими металлами — в качестве покрытий стекла и фарфора.
- Хлорид свинца(II) PbCl2, белый кристаллический порошок, растворим в горячей воде, растворах других хлоридов и особенно хлорида аммония NH4Cl. Его применяют для приготовления мазей при обработке опухолей.
- Хромат свинца PbCrO4 известен как хромовый жёлтый краситель, является важным пигментом для приготовления красок, для окраски фарфора и тканей. В промышленности хромат свинца применяют в основном в производстве жёлтых пигментов.
- Нитрат свинца Pb(NO3)2 — белое кристаллическое вещество, хорошо растворимое в воде. Это вяжущее вещество ограниченного применения. В промышленности его используют в спичечном производстве, при крашении и производстве набивке текстиля, окраске рогов и гравировке.
- Сульфат свинца PbSO4, нерастворимый в воде белый порошок, применяют в аккумуляторах, как пигмент в литографии, в технологии набивных тканей.
- Сульфид свинца PbS, чёрный нерастворимый в воде порошок, используют при обжиге глиняной посуды и для качественного обнаружения ионов свинца.
- Тетраэтилсвинец (C2H5)4Pb до недавнего времени применялся к качестве присадки к бензину для повышения октанового числа.

### В медицине
Используется для защиты пациентов и персонала от излучения рентгеновских аппаратов. 

### В геологии
Измерение содержания изотопов свинца используется для определения возраста минералов и горных пород в абсолютной геохронологии. Обобщённая сводка геохронологических методов приведена в работе. Уран-торий-свинцовый метод датирования основан на уравнениях (1) распада изотопов урана и тория (см. подраздел Изотопный состав). Достаточно широко применяется комбинация этих уравнений; так, для урана:
{\displaystyle {\frac {^{206}{\text{Pb}}}{^{207}{\text{Pb}}}}={\frac {^{238}{\text{U}}(e^{{\lambda _{8}}t}-1)}{^{235}{\text{U}}(e^{{\lambda _{5}}t}-1)}}.}
Современное изотопное отношение {\displaystyle {\frac {^{238}{\text{U}}}{^{235}{\text{U}}}}={\text{const}}=137{,}88} в большинстве природных объектов на Земле одинаково и практически не зависит от вида и интенсивности протекания природных геологических процессов (единственным известным исключением является природный ядерный реактор в Окло, Габон, Африка).

### Экономические показатели
Цены на свинец в слитках (марка С1) в 2006 году составили в среднем 1,3—1,5 долл. США/кг.
Мировая экономика с 1960 по 2018 год использовала 374,2 млн тонн свинца. В 2018 году в мире было использовано 11,73 млн тонн свинца, из них 42,5% пришлось на долю Китая.
Страны — крупнейшие потребители свинца в 2018 году, в миллионах тонн (по данным ILZSG):
| Китай       | 4,974 |
| США         | 1,684 |
| Южная Корея | 0,62  |
| Индия       | 0,60  |
| Германия    | 0,39  |
| Япония      | 0,27  |

## Физиологическое действие
Свинец и большинство его соединений сильно токсичны. Являются потенциальными канцерогенами для организма человека. Особенно ядовиты водорастворимые соединения, например, ацетат свинца(II) и летучие металлоорганические, например, тетраэтилсвинец, соединения. Токсичны также пары расплавленного свинца. 
При остром отравлении наступают боли в животе, в суставах, судороги, обмороки. Свинец может накапливаться в костях, вызывая их постепенное разрушение, концентрируется в печени и почках.
Особенно опасно воздействие свинца на детей: при длительном воздействии он вызывает умственную отсталость и хронические заболевания мозга.
До принятия многими странами законодательных актов запрета применения тетраэтилсвинца в качестве антидетонационной присадки в моторные топлива, существенное загрязнение окружающей среды свинцом вызывалось выхлопами автомобильных двигателей, так как это металлоорганическое соединение свинца добавлялось в топливо с целью повышения октанового числа — так называемое этилирование бензина. В России этилированный бензин был запрещён с 15 ноября 2002 года. В Европейском союзе использование свинца существенно ограничено директивой RoHS.
ПДК соединений свинца в атмосферном воздухе — 0,003 мг/м³, в воде — 0,03 мг/л, почве — 20,0 мг/кг. Выброс свинца и его соединений в Мировой океан составляет 430—650 тысяч тонн в год.
В научно-популярных изданиях имеются фильмы про токсическое действие свинца.